# Systata rivularis
Systata rivularis är en tvåvingeart som först beskrevs av Fabricius 1805.  Systata rivularis ingår i släktet Systata och familjen fläckflugor. Inga underarter finns listade i Catalogue of Life.